# Константин Савицки
Вижте пояснителната страница за други личности с името Савицки.
Константин Аполонович Савицки (на руски: Константин Аполлонович Савицкий) е руски художник, типичен представител на Передвижниците, майстор на жанровата живопис, академик, действителен член на Императорската художествена академия, педагог, първи директор на Пензенското художествено училище.

## Биография
Константин Савицки е роден на 25 май 1844 г. в Таганрог и е син на военен лекар. След излизане в оставка бащата работи като лекар в мъжка гимназия в града, в чиято сграда известно време семейството живее. Момчето обаче е родено във вилната местност Франковка. Детските години на бъдещия художник преминават в Таганрог. Семейството често пътува до брега на Азовско море и Приазовските степи, където Константин прави многочислени скици от натура. На 10-годишна възраст постъпва в гимназия и там любимият му предмет е рисуването.
Безгрижните детски години на момчето рязко свършват, когато през 1859 г., един след друг умират и двамата му родители. Опекун на Константин става братът на баща му, който живее в Латвия. Там юношата продължава обучението си в частен пансион. След завършването си през 1862 г. постъпва в Императорската художествена академия, но бързо я напуска, тъй като подготовката му се оказва недостатъчна. В продължение на 2 години даровитият младеж работи и се обучава самостоятелно, след което отново се връща в академията. Вече бързо и успешно усвоява материала. Даже за две години става стипендиант на император Александър II.
По време на следването си получава 6 медала. През 1868 – три малки сребърни, единият от които за картината „Шарманщик“, през 1869 – голям сребърен за ескиза „Разпятие Христово“, 1870 – голям сребърен и голяма поощрителна награда за „Посещение на болния син“ и „Часовой при барутния погреб“. През 1871 получава малък златен медал за изпълнената по конкурсна академична програма картина „Каин и Авел“.
По време на следването си става близък до Художествения артел на Иван Крамской, а по-късно – и до передвижниците. През 1873 г. Савицки показва няколко свои работи във Втората изложба на передвижниците, което предизвиква сериозно недоволство между членовете на академичния съвет. По тази причина, през същата година ръководителите на академията го изключват, ползвайки като повод неспазване на срока за предаване на картини заради сватба.
В академията учи заедно с Иля Репин, с когото го свързва тясна дружба. Сприятелява се и с руските художници передвижници Иван Крамской, Марк Антоколски, Иван Шишкин, Виктор Васнецов и Владимир Стасов. Средата, в която попада предопределя до голяма степен идеалите и творческите стремежи на Савицки. През 1875 г. прекарва известно верме, заедно с Крамской, в станцията Козловка-Засека близо до Тула, където създава първата си значителна картина – „Ремонтни работи по железниците“. Живописецът продължава да участва в изложбите на передвижниците до края на живота си и през 1878 г. става член на организацията.
След напускане на академията, Савицки заминава за Франция, където вече живеят приятелите му Иля Репин и Василий Поленов. Заедно с тях изучава опита на френските живописци, отдава се главно на пленерна живопис и живее в страната около 2 години. Прави много рисунки на различни теми. Във вид на гравюри някои от тях са публикувани в списанията „Пчела“, „Художествен журнал“, „Север“, „Артист“.
През 1876 г. Савицки се завръща в Русия. Трагични обстоятелства карат художника да търси дом на ново място, в тиха провинция. Малко преди това любимата му жена се самоубива в Париж, а повод за постъпката ѝ е неоправдана ревност. За да се справи с мъката си той се премества в, тогава руския град, Динабург (Даугавпилс), днес в Латвия, близо до границата с Беларус. Изборът му не е случаен, тъй като там живее неговата сестра, и Савицки решава да се засели по-близо до нея. Художникът прекарва 4 години в този град и като спасение се отдава с пълна сила на рисуването. След това се връща в Петербург. През 1891 г. се премества в Москва, а през 1897 г. – в Пенза.

## Творчество
Главните произведения на Константин Савицки изобразяват различни сцени от руския национален бит. Болшинството от тях са показвани на Изложбите на передвижниците, а творчеството на художника става широко известно сред различни слоеве на руското общество. Рисува предимно многофигурни жанрови картини, безупречни в композиционно отношение. Често се занимава с пленерна живопис, създава илюстрации, офорти и литографии.
В Козловка-Засека Савицки създава първото си значително произведение – „Ремонтни работи по железниците“ (1874), която остава една от най-известните му картини. Показана е на Третата изложба на передвижниците и получава положителна оценка от художниците и пресата. Творбата прави Савицки известен, а Павел Третяков я закупува за своята колекция.
След продажбата на тази картина художникът може да си позволи да замине за Франция. При създадените там картини отделя особено внимание на предаването на въздуха и светлината – „Морето в Нормандия. Рибар в беда“ (1875), „Пътешественици в Оверн“ (1876) и други.
Според мнението на критиците, годините, прекарани в Динабург, се превръщат в „златни години“ за творчеството му. Там той създава най-добрите си картини, някои от които стават истински шедьоври. Част от тях не са запазени – „Пастир“, „Подолянка“ и други. Оригиналът на „Пожар в селото“ („Жертви на пожара“) също е изчезнал, но се е съхранила една-единствена снимка на картината. В свое писмо Савицки разказва, че пожари в селището се случват едва ли не всеки ден и хората държат опаковани най-необходимите си вещи, за да бъдат готови при нещастен случай. Рисува картината заради многото злочести хора, пострадали от това бедствие.
Тематиката на създадените през следващите години картини е свързана със започналата през 1877 г. Руско-Турска война. Това са едни от значителните многофигурни произведения на художника – „Посрещане на иконата“ (1878) и „Изпращане на война“ („На война“) (1880 – 1888). И двете картини са рисувани в Динабург и в тях Савицки съсредоточва вниманието си върху съдбата на руските селяни. Неслучайно по-късно художникът е наричан „Некрасов в живописта“.
„Посрещане на иконата“ се разглежда като своеобразен паралел с картината на Репин „Религиозна процесия в Курска губерния“. В сходните сюжети и двамата представят огромно множество от хора, тълпа, в която са показани различни характери и състояния. Любопитен е поводът за създаването на картината. Савицки се наема да нарисува няколко икони за една от църквите в града срещу заплащане. Резултатът от труда му обаче е отхвърлен от вярващите, тъй като художникът ползва за тях образите на красиви жени от града и на свои родсвеници. По тази причина хората отказват да се молят пред тях. Тогава Савицки създава картината, като ползва някои от създадените вече изображения в нея.
Над „Изпращане на война“ Савицки работи на два етапа, като ползва за прототипи жители на Динабург. През 1880 г. разрязва на части първия си вариант и работи по темата чак до 1888. Днес някои от тези фрагменти се пазят в различни музеи и частни колекции. Новият варианти е създаден като живописна епопея, в която част от персонажите са сериозни и съсредоточени, а други са поддадени на силни емоции. В сравнение с първия вариант броят на образите е намален и всички те са обединени от общата скръб. Картината е забелязана от Александър III и, въпреки че е далеч от изкуството, императорът оценява високо нейния патриотичен дух. Платното е включено в неговата колекция и днес се намира в Държавния руски музей.
В картините си Савицки успява ярко да запечата противоречията и драматичните страни на живота, народните типове и характери. Много от тях са обединени от общата тема за руския бит – „Деца с кокошки“ (1872), „Рибари“ (1875), „Есен в гората. Досадата на мужика“ (1878), „Анушка“ (1880), „Подозрителни хора“ (1882), „Заловеният беглец“ (1883), „Панихида на гробището“ (1885), „При мировия съдия“, „Наемен работник“.
Картината „Утро в боровата гора“ от 1889, която е известна като произведение на Иван Шишкин, всъщност е създадена от него, в съавторство със Савицки. Шишкин рисува гората, а приятелят му – мечката с трите мечета. Двамата се подписват заедно под картината, но Павел Третяков, след като я купува, изтрива подписа на Савицки. По тази причина, за автор на картината често се посочва само Шишкин.
Сред работите му от последния период, като най-интересни се открояват „Падналият кон“ (1897) и „Спор на междата“ (1897). В тях се забелязва търсене на нови изразителни средства, близки до живописта на художниците от по-младото поколение. От този период са още „В края на селото“ (1892), „В очакване на съда“ (1895), „На мелницата“ (1902), „Монах“ (1897). През 1902 г. рисува платното „Баща“, което подарява на новосъздадения музей в Таганрог.

## Преподавателска дейност
Повече от 20 години от своя живот Савицки посвещава на педагогическата дейност. През 1880 г. се заселва в Санкт Петербург и преподава живопис в Училището за техническо рисуване „Барон Щиглиц“. През 1891 се премества в Москва и работи като преподавател в Московското училище за живопис, скулптура и архитектура. През 1895 г. реформираната Императорска художествена академия го приема за неин действителен член, а две години след това получава званието академик.
През 1897 г. в град Пенза е изградена нова сграда, една от най-красивите в града. На следващата година Съветът на Императорската художествена академия организира в нея рисувално училище, преименувано по-късно на Художествено училище „Николай Селиверстов“. В сградата е настанен и художественият музей, открит 6 години преди това. През същата година, вече като академик, за директор и на двете е назначен Савицки.
Савицки се отдава с ентусиазъм на новото дело, поръчва нови учебни пособия и оборудване, сменя устава на училището, а с това и неговата ориентация. Вместо училище по приложно изкуство и техническо рисуване той отстоява и постига искането за средно художествено училище. Там негови възпитаници са синът му Георги Савицки, Иван Горушкин-Сорокопудов, Гавриил Гарелов, Константин Юон и други. Учениците му дават нежното прозвище Дядото и още Зевс Гръмовержец заради басовия му глас и бързата, устремена походка.
Художникът отдава голямо значение и на музея, лично развежда екскурзианти и организира няколко изложби – на произведения на Иван Шишкин, на учениците от Строгановското училище и на Передвижниците. Пътува из губернията и носи за музея произведения на древноруското изкуство, на народните занаяти и предмети на религиозния култ от Мордовия. По негова молба Художествената академия изпраща за музея платна от руски живописци, графика и скулптури.

## Последни години
През зимата на 1903/1904 г. художникът се разболява от плеврит. Започналото през пролетта и лятото лечение с кумис не помага. В началото на новата учебна година Савицки заминава за Крим, тъй като се очаква, че топлият и мек климат ще укрепи здравето му. Връща се в Пенза на 16 декември, но възстановяването му трае съвсем кратко. Вечерта на 31 януари провежда занятия с вечерния курс по рисуване и се прибира вкъщи. Константин Савицки умира в 23.30 ч. на 31 януари 1905 г. в Пенза и е погребан в Митрофаниевското гробище на града, под черен каменен кръст. Жена му Валерия Иполитовна остава сама със 7 деца.
Когато през 1944 г. се готви тържество по случай 100 години от раждането на художника, гробът му е намерен с голям труд, близо до гробищната ограда. За това помагат негови ученици, които са присъствали на погребението му. За празника гробът и кръстът над него са възстановени.

## Памет
Името на Константин Савицки носят няколко обекта в Пенза(9)
- Пензенската областна картинна галерия.(5)
- Пензенското художествено училище.(5)
- На фасадата на училището е поставена мемориална плоча в памет на художника.
- Улица в града
- В Картинната галерия през 1980-те е създаден мемориален музей на Савицки.
- През 2011 г. на територията на Губернаторския дом е поставен бюст на живописеца.

- Подозрителни хора (1882)
- В очкване на съдебното решение (1895)
- Деца с кокошки (1972)
- Младо беларуско момиче (1880))
- Семейна кавга (1890)
- Монах (1897)